# صابر بلال حسين
صابر بلال حسين لاعب كرة يد مصري ، ولاعب النادي الأهلي ومنتخب مصر.

## وصلات خارجية
- صابر بلال حسين على موقع أوليمبيديا (الإنجليزية)